# Elezioni parlamentari in Danimarca del 1998
Le elezioni parlamentari in Danimarca del 1998 si tennero l'11 marzo per il rinnovo del Folketing. In seguito all'esito elettorale, Poul Nyrup Rasmussen, espressione dei Socialdemocratici, fu confermato Ministro di Stato.

## Risultati
| Liste                         | Voti      | %     | Seggi |
| ----------------------------- | --------- | ----- | ----- |
| Socialdemocratici             | 1 223 620 | 35,93 | 63    |
| Venstre                       | 817 894   | 24,01 | 42    |
| Partito Popolare Conservatore | 303 665   | 8,92  | 16    |
| Partito Popolare Socialista   | 257 406   | 7,56  | 13    |
| Partito Popolare Danese       | 252 429   | 7,41  | 13    |
| Democratici di Centro         | 146 802   | 4,31  | 8     |
| Sinistra Radicale             | 131 254   | 3,85  | 7     |
| Alleanza Rosso-Verde          | 91 933    | 2,70  | 5     |
| Partito Popolare Cristiano    | 85 656    | 2,51  | 4     |
| Partito del Progresso         | 82 437    | 2,42  | 4     |
| Rinnovamento Democratico      | 10 768    | 0,32  | –     |
| Altri                         | 1 833     | 0,05  | –     |
| Fær Øer e Groenlandia         | –         | –     | 4     |
| Totale                        | 3 405 997 | 100   | 179   |